# Brennisteinsalda
Brennisteinsalda er en vulkan på den sydlige del af Island. Vulkanen er omkring 855 m høj og ligger i nærheden af Landmannalaugar og Hekla.
Navnet betyder "svovlbølge" og kommer af, at områderne er dækkede af svovl på begge sider af vulkanen. Det er muligvis det mest farverige bjerg på Island, og billeder af det forekommer ofte i bøger og kalendere. Vulkanen er grønfarget fra mosser, sort- og blåfarvet fra lava og aske, og rødfarvet fra jern.
Det er fortsat en aktiv vulkan, hvilket er tydeligt at konstatere fra de varme svovlkilder og dampen omkring basen af bjerget. Turstien Laugavegur går forbi, og foran bjerget er der et lavafelt bestående af obsidian.